# Boulevard d'Algérie
Cet article possède un paronyme, voir Rue d'Algérie.
Le boulevard d'Algérie est une voie du 19e arrondissement de Paris, en France.

## Situation et accès

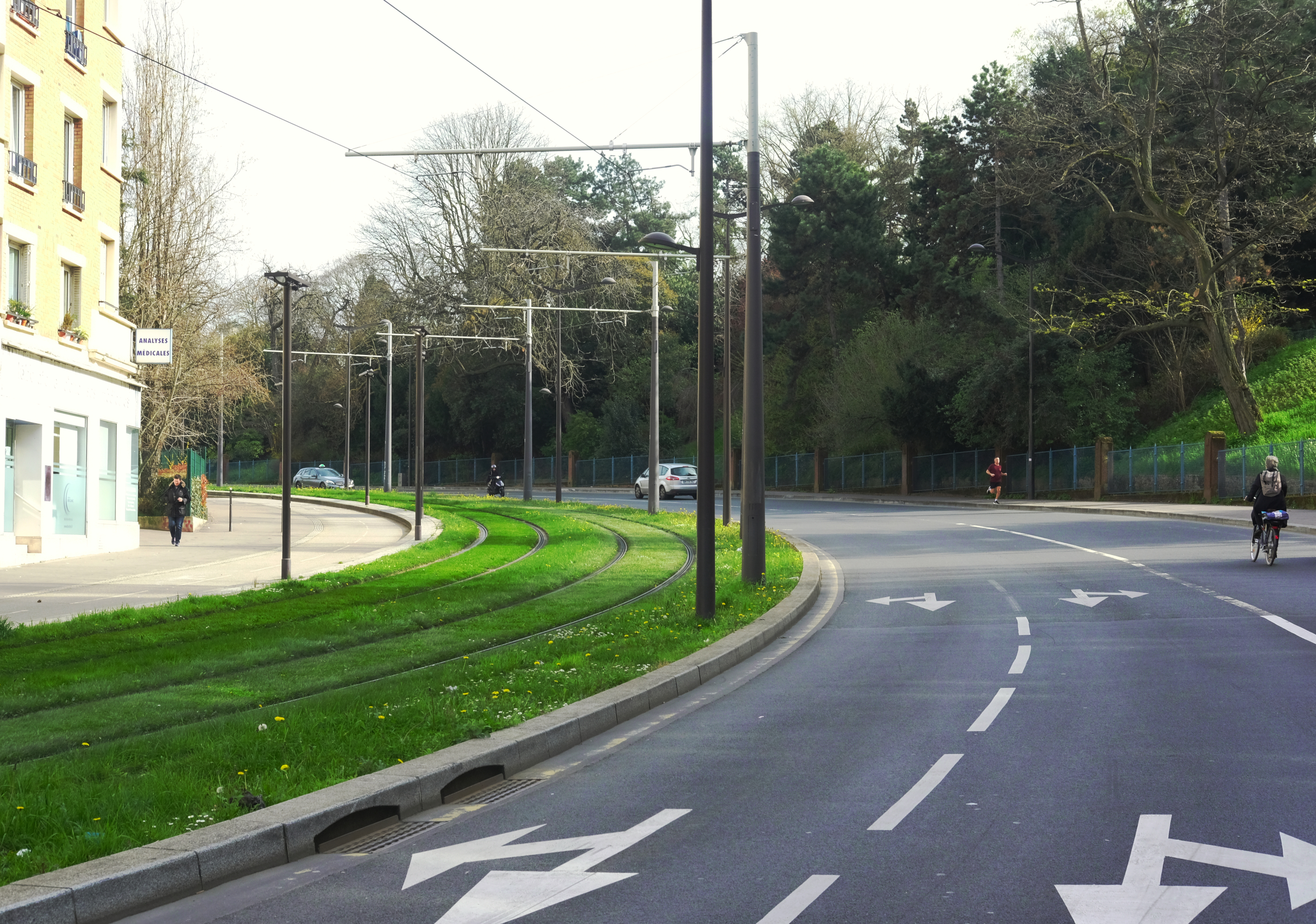
Le boulevard d'Algérie vu depuis le boulevard d'Indochine.

Le boulevard d'Algérie est une voie publique située dans le 19e arrondissement de Paris qui débute  avenue de la Porte-du-Pré-Saint-Gervais, se termine au 18, avenue de la Porte-Brunet et qui longe le parc de la Butte-du-Chapeau-Rouge. La ligne du tramway T3b circule sur cette voie.

## Origine du nom
Ce nom faisait référence aux anciens départements d'Algérie existant à la date de création du boulevard, mais beaucoup le transposent de nos jours sur la République algérienne de 1962.

## Historique
Cette voie a été ouverte et a pris sa dénomination actuelle en 1934, sur la Zone non ædificandi de l'enceinte de Thiers. En 1960, elle était encore en travaux.

## Bâtiments remarquables et lieux de mémoire
- No 9 : le troisième étage est le lieu de l'enfance d'Eddy Mitchell[1].